# Domfil
Domfil est un éditeur espagnol de catalogues de timbres-poste, fondé en 1988. Originellement nommé Filatelia Domfil, il appartient depuis 1998 au groupe Afinsa sous le nom de Domfil Catálogos temáticos internacionales S.L. .
L'éditeur a individualisé ses publications par plusieurs choix :
- L'édition bilingue en anglais et en espagnol de ses catalogues,
- L'édition de catalogues thématiques,
- L'utilisation de sa numérotation tout en citant les numérotations d'autres éditeurs.

Lié aux catalogues thématiques, il vend des pages d'albums par thèmes.
Il a publié également quelques catalogues par pays : timbres belges, néerlandais et suédois, ainsi que trois « petits pays philatéliques » souvent collectionnés par les philatélistes des pays voisins (Gibraltar, Liechtenstein, Monaco).